# Marjorie Gateson
Marjorie Augusta Gateson (Brooklyn, 17 gennaio 1891 – New York, 17 aprile 1977) è stata un'attrice statunitense.

## Filmografia parziale

### Cinema
- Guerra bianca (Employees' Entrance), regia di Roy Del Ruth (1933)
- The King's Vacation, regia di John G. Adolfi (1933)
- Bureau of Missing Persons, regia di Roy Del Ruth (1933)
- Incatenata (Chained), regia di Clarence Brown (1934)
- Gelosia (Wife vs. Secretary), regia di Clarence Brown (1936)
- La via lattea (The Milky Way), regia di Leo McCarey (1936)
- Difendo il mio amore (Private Number), regia di Roy Del Ruth (1936)
- Gateway, regia di Alfred L. Werker (1938)
- L'inarrivabile felicità (You'll Never Get Rich), regia di Sidney Lanfield (1941)
- Musica segreta (International Lady), regia di Tim Whelan (1941)
- ...e un'altra notte ancora (One More Tomorrow), regia di Peter Godfrey (1946)

### Televisione
- One Man's Family – serie TV, 13 episodi (1949-1952)
- The Secret Storm – serie TV, 2 episodi (1954-1967)